# Бараджано
Бараджано (итал. Baragiano) — коммуна в Италии, расположена в регионе Базиликата, подчиняется административному центру Потенца.
Население составляет 2752 человека, плотность населения составляет 95 чел./км². Занимает площадь 29 км². Почтовый индекс — 85050. Телефонный код — 0971.
Покровителем населённого пункта считается San Rocco. Праздник ежегодно празднуется 16 августа.